# Black Stone Cherry
Black Stone Cherry — американская рок-группа, образованная в 2001 году в Эдмонтоне, Кентукки.
Состоит из Криса Робертсона (вокал, гитара), Бена Уэллса (ритм-гитара, бэк-вокал), Джона Лоана (бас-гитара, бэк-вокал) и Джона Фреда Янга (ударные, бэк-вокал). 
Группа выпустила семь студийных, три концертных альбома, пять ЕР.
До 2015 г. группа имела контракт с лейблом Roadrunner Records; сейчас сотрудничает с Mascot Label Group. Выпуск нового, восьмого по счету альбома, запланирован на сентябрь 2023 г.

## История группы

### 2000—2004: Формирование и ранние годы
Группа Black Stone Cherry возникла в Эдмонтоне, штат Кентукки. Крис Робертсон и Джон Фред Янг, сын ритм-гитариста Ричарда Янга (The Kentucky Headhunters), начали играть в подростковом возрасте, и вскоре к ним присоединились Уэллс и Лоан. Black Stone Cherry официально сформирована 4 июня 2001 года. Они начали проводить шоу в клубах и через некоторое время получили расположение людей всех возрастов в городе.

### 2005—2007:Black Stone Cherry
Первый одноименный альбом был выпущен в мае 2006 года. После того как группа закончила запись, она вернулись в Эдмонтон. Там они были приглашены отыграть концерт в спортивном зале местной средней школы, который посетили 1500 человек. Когда группа вошла в город, улицы были заполнены людьми с плакатами «Добро пожаловать домой».
В июле 2007 года они выпустили мини-альбом, который содержал песню «Rain Wizard» вместе с двумя ранее не издававшимися треками.
Их первый концертный альбом был выпущен 31 октября 2007 года. Он был записан в концертном зале London Astoria в Лондоне. Копии были проданы посетителям сразу же после концерта. Альбом вышел строго ограниченным тиражом, и по состоянию на январь 2013 он продавался по 200 фунтов стерлингов на Amazon.

### 2008—2009:Folklore and Superstition
19 августа 2008 года Black Stone Cherry выпустили свой второй альбом под названием Folklore and Superstition. Были выпущены четыре сингла с альбома, «Blind Man», «Please Come In», «Things My Father Said» и «Soulcreek».
Летом 2008 года в качестве группы поддержки сопровождает Def Leppard и Whitesnake в их туре по Великобритании.
В мае 2009 года они поддерживали Nickelback в их Dark Horse туре.

### 2010—2012:Between the Devil and the Deep Blue Sea
Третий альбом группы Between the Devil and the Deep Blue Sea был выпущен 31 мая 2011 года. Продюсером альбома был Говард Бенсон. Первый сингл под названием «White Trash Millionaire» был выпущен в конце марта.
Группа была номинирована на награду классического рока в 2011 году.
Группа поддерживала Alter Bridge вместе с Theory of a Deadman в туре по Европе, который длился с октября по ноябрь 2011 года.
В феврале 2012 Black Stone Cherry провели совместные гастроли вместе с группой Cavo.  Также музыканты отыграли собственный полноценный тур по Соединённому Королевству с Rival Sons на разогреве. Все билеты были проданы. Весной 2012 года Black Stone Cherry поддерживали Chickenfoot в их американском турне.

### 2013—2015:Magic Mountain
В качестве группы поддержки Black Stone Cherry поехали в турне вместе с Lynyrd Skynyrd и Bad Company. 
В июне 2013 года группа впервые выступила на фестивале "Download".
Новый альбом коллектив записывал в период с осени 2013 по начало 2014 года. Magic Mountain вышел 6 мая 2014 года и достиг 5-й позиции в чартах Великобритании. Первым синглом была выпущена песня «Me and Mary Jane». Этот сингл, наряду с прочими хитами группы, эксклюзивными акустическими и концертными треками с фестиваля Download-2013 попали в специальный CD-сборник июньского издания журнала Classic Rock под названием «Black Stone Cherry — Hits, Rarities & Live». 
В октябре 2014 года Black Stone Cherry в связке с Airbourne и Theory of a Deadman отыграли британский тур и затем отправились в Европу.
В силу личных обстоятельств группа взяла небольшой отпуск (не считая одного концерта в родном штате Кентукки в декабре 2014 года) и вновь отправилась на гастроли лишь в феврале 2015 года в США. В июне того же года в качестве хедлайнеров Black Stone Cherry снова выступили на "Download" и продолжили концерты в качестве "разогрева" на небольших площадках Великобритании и Ирландии.
В июне группа отправилась в масштабный тур по Великобритании "Carnival of Madness" вместе с Shinedown, Halestorm и Highly Suspect. 
30 октября 2015 группа выпустила первый концертный DVD под названием Thank You: Livin' Live, включающий съёмки с турне в поддержку Magic Mountain.

### 2016—2017:Kentucky и Black To Blues
7 октября 2015 года группа заключила контракт с лейблом Mascot Label Group и приступила к записи следующего альбома. Он записывался там же, где и дебютник 2006 года — Глазго, Кентукки.
Новый диск, озаглавленный Kentucky, вышел 1 апреля 2016 года и стал вторым в карьере группы, ставшим #1 в Billboard Hard Rock albums. 21 июля 2016 в YouTube появился видеоклип на новый сингл «The Rambler» с участием Билли Рэй Сайруса.
С конца мая до середины июня 2017 года Black Stone Cherry гастролирует вместе с группой Letters from the Fire.
29 сентября 2017 вышел EP с шестью каверами блюзов — Black to Blues.

### 2018 — настоящее время:Family Tree, Black To Blues 2, The Human Condition
В феврале 2018 года появился новый сингл «Burnin'», а 20 апреля на Mascot Records  вышел новый диск Family Tree.
18 октября 2019 года выходит второй EP с порцией блюзовых каверов — Black To Blues 2.
6 августа 2020 года группа порадовала фанатов первым синглом «Again» с нового альбома The Human Condition, релиз которого состоялся 30 октября.
2 июня 2021 года басист Джон Лоан покинул группу по личным причинам. Новым бас-гитаристом стал Стив Джуэлл из сатерн-рок группы OTIS.

## Состав
- Крис Робертсон — вокал, гитара ( с 2001 г.)
- Бен Уэллс — ритм-гитара, бэк-вокал (с 2001 г.)
- Джон Фред Янг — барабаны, перкуссия, бэк-вокал (с 2001 г.)
- Стив Джуэлл — бас-гитара, бэк-вокал (с 2021 г.)

## Бывшие участники
- Джон Лоан — бас-гитара, бэк-вокал (2001-2021)

## Дискография
Студийные альбомы:
- 2006 — Black Stone Cherry
- 2008 — Folklore and Superstition
- 2011 — Between the Devil and the Deep Blue Sea
- 2014 — Magic Mountain
- 2016 — Kentucky
- 2018 — Family Tree
- 2020 — The Human Condition
- 2023 — Screamin' at the Sky

EP и концертные альбомы:
- 2006 — Hell & High Water EP (digital EP)
- 2007 — Rain Wizard EP (digital EP)
- 2007 — Live at the Astoria, London (31.10.07) (live)
- 2008 — The Kerrang! Radio Sessions EP (Acoustic) (digital EP, записанный в Kerrang!)
- 2014 — Black Stone Cherry Thank You: Livin' Live, Birmingham UK October 30, 2014 - Live (live)
- 2017 — Black To Blues (EP)
- 2019 — Black To Blues 2 (EP)
- 2022 — Live From The Royal Albert Hall... Y'All! (live)